# Kostel Všech svatých (Ořechov)
Kostel Všech svatých je římskokatolický chrám v obci Ořechov v okrese Brno-venkov. Je farním kostelem ořechovské farnosti u Všech svatých.

## Historie
Původní gotický kostel Všech svatých byl v Ořechově postaven v roce 1317. V letech 1704 a 1705 byl částečně barokně upraven. Starý chrám postupem času již kapacitně nevyhovoval, proto bylo na konci 19. století rozhodnuto o výstavbě nového kostela. Ten starý byl po poslední bohoslužbě konané dne 26. února 1899 zbořen a na jeho místě byl vybudován novorománský trojlodní chrám. Stavba byla dokončena 11. listopadu 1899, vysvěcen byl 6. července 1900 brněnským biskupem Františkem Saleským Bauerem. U kostela probíhaly na konci druhé světové války nejtěžší boje bitvy u Ořechova, v jeho věži měli němečtí vojáci pozorovatelnu. Podobně jako většina obce byl kostel těžce poničen, po válce byl obnoven.
Byl památkově chráněn, v roce 2017 o tuto ochranu deklaratorním rozhodnutím přišel (v roce 2020 Ministerstvo kultury České republiky rozhodlo, že zápis objektu do státního seznamu kulturních památek z roku 1989 proběhl opožděně, takže památková ochrana skončila 31. prosince 1987). Roku 2019 byla jeho památková ochrana obnovena.